# Associazione Iraniana del Calcestruzzo
L'Associazione Iraniana del Calcestruzzo è un'associazione scientifica e professionale che promuove e sviluppa l'industria del calcestruzzo in Iran. Questa associazione lavora per professionisti, ingegneri, architetti e altri attori del settore del calcestruzzo e contribuisce a condividere conoscenze, scambiare opinioni e progressi e a sviluppare l'industria del calcestruzzo attraverso l'organizzazione di conferenze, seminari e corsi di formazione, favorendo così l'avanzamento tecnologico del settore.
Questa associazione conta membri e specialisti di spicco nel campo del calcestruzzo e collabora con prestigiose aziende e università iraniane in questo campo al fine di mantenere la sua posizione superiore nel mercato e nell'industria del calcestruzzo e per avere un impatto positivo sullo sviluppo e sul progresso di questo settore .
Iran Concrete Quarterly (ISSN: 1735-1987) è la pubblicazione di questa associazione, di cui finora sono stati pubblicati 80 numeri.